# Grubigstein
De Grubigstein is een 2233 meter hoge bergtop in de Lechtaler Alpen in de Oostenrijkse deelstaat Tirol.
De berg ligt aan de oostrand van de Lechtaler Alpen, hemelsbreed ongeveer zes kilometer ten zuidwesten van Ehrwald, ten zuidwesten van Lermoos en ten westen van Biberwier.
Op de Grubigstein ligt op 2028 meter hoogte de Grubigsteinhütte. De top steekt uit boven de in het zuiden gelegen Fernpas en het daargelegen brongebied van de Loisach. Over de flank van de berg loopt de Fernpassstraße (B 179). De op deze weg gelegen Lermooser Tunnel (3168 meter) doorboort de Grubigstein.
De Grubigstein is de huisberg van het dorp Lermoos. De berg is vooral bekend bij wintersporters. In totaal zijn er 33 kilometer, grotendeels kunstmatig besneeuwde, skipisten voorhanden. Sinds het skiseizoen 2006-2007 is er ook een NTC-Park op de Grubigalm waar men de nieuwste trendsporten kan beoefenen. Het skigebied werd in 2007 bekroond met de onderscheiding 'geheimtip' door de internationale testorganisatie Skiresort Service International.
Het skigebied is eigendom van het familiebedrijf Bergbahnen Langes waarvan ook het skigebied op de Marienberg deel uitmaakt.
Op 2 februari 2006 vond het wereldrecord Fackellauf plaats op de Grubigstein. Het wereldrecord is verbroken met 1928 skiërs met een fakkel gelijktijdig op de piste.
In de zomer is de Grubigstein een geliefd wandelgebied. Drie bergbanen brengen je 's zomers midden in de uitgestrekte wandelregio.

## Skiliften
De volgende skiliften zijn terug te vinden op de Grubigstein:
- Grubigsteinbahn (gondel voor zes personen) - zomergebruik
- Hochmoos-Express (overdekte stoeltjeslift voor zes personen)
- Grubigalmbahn (stoeltjeslift voor vier personen) - zomergebruik
- Gamsjet (overdekte stoeltjeslift voor zes personen) - zomergebruik
- Familyjet (gondel voor acht personen)
- Skihüttebahn (stoeltjeslift voor twee personen)
- Plattensteiglift (sleeplift)
- Grubig II (gondel voor tien personen) (december 2013)

## Berghutten
Op de Grubigstein zijn de volgende berghutten te vinden:

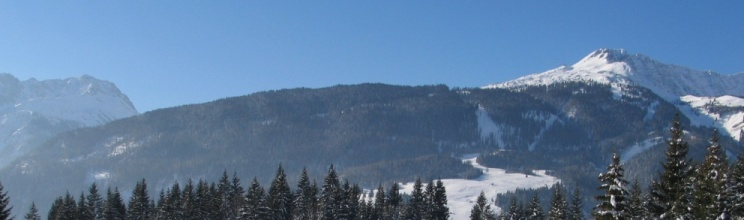
De Grubigstein

- 2050m Grubigsteinhütte
- 1751m Wolfratshauserhütte
- 1725m Grubigalm
- 1409m Gartner Alm
- 1340m Brettlalm